# 카이 마리에
카이 마리에(일본어: 甲斐 まり恵, 1980년 6월 13일 ~ )는 일본의 영화 배우, 기상 캐스터이다.

## 출연작

### TV 드라마
- 2010년 ~ 2011년 가면라이더 오즈 - 시라이시 치요코 역
- 2021년 ~ 2022년 기계전대 젠카이저 - 고시키다 미츠코 역

## 영화
- 가면라이더X가면라이더 오즈&더블 feat.스컬 MOVIE 대전 CORE - 시라이시 치요코 역
- 가면라이더X가면라이더 포제&오즈 MOVIE 대전 MEGAMAX - 시라이시 치요코 역
- 극장판 가면라이더 오즈 WONDERFUL 장군과 21개의 코어 메달 - 시라이시 치요코 역
- 가면라이더 오즈 10th 부활의 코어메달 - 시라이시 치요코 역